# 愛のそよ風
『愛のそよ風』（あいのそよかぜ、原題：Breezy）は、1973年のアメリカ映画。主演はウィリアム・ホールデンとケイ・レンツ。クリント・イーストウッドによる3作目の監督作品で、恋愛ドラマである。
イーストウッドは桟橋のシーンで白いジャケットを着た姿でカメオ出演している。

## あらすじ
孤児でヒッピーのような暮らしをしているブリージーは、ある日、知り合った男の家からでの行きずりの一夜のあと、ヒッチハイクで乗り合わせた紳士に連れ去られそうになる。あわててその車から逃げ出した後に、丘の住宅街の豪邸にたどり着き、その家の主である中年男のフランクと知り合う。フランクは離婚して独身で暮らす不動産屋の男で、気ままな生活をしていた。ヒッピーの少女に、露骨に嫌そうにするフランクだが、無理矢理ブリージーは車に乗りこみ、街まで送るように頼む。するとフランクとブリージーの車は、偶然に轢かれた犬のそばを通りかかる。犬を心配したブリージーは車を止めさせるが、それに冷たい態度のフランクに愛想をつかして怒ってフランクのもとを去る。
それからしばらく後、深夜フランクのところに警察がやってくる。フランクの姪が深夜にふらついていたのを保護したという。ブリージーだった。そこからフランクとブリージーの年の差の離れた同居が始まり、やがてお互いに恋に落ちていく。

## キャスト
| 役名                   | 俳優                           | 日本語吹替                               | 日本語吹替 |
| 役名                   | 俳優                           | フジテレビ版                             | 新録版     |
| ---------------------- | ------------------------------ | ---------------------------------------- | ---------- |
| フランク・ハーモン     | ウィリアム・ホールデン         | 黒沢良                                   |            |
| ブリージー             | ケイ・レンツ                   | 木藤玲子                                 |            |
| ボブ・ヘンダーソン     | ロジャー・C・カーメル          | 峰恵研                                   |            |
| ベティ                 | マージ・デュセイ               | 近藤多佳子                               |            |
| ポーラ                 | ジョーン・ホッチキス           | 有馬瑞香                                 |            |
| マーシー               | ジェイミー・スミス・ジャクソン | 秋山るな                                 |            |
| ナンシー・ヘンダーソン | シェリー・モリソン             |                                          |            |
| チャーリー             | ユージン・ピーターソン         | 伊井篤史                                 |            |
| ブルーノ               | デニス・オルヴィエリ           | 小滝進                                   | 水越健     |
| 医師                   | リチャード・ブル               |                                          |            |
| その他                 | N/A                            | 山田礼子 小関一                          |            |
| 日本語版制作スタッフ   |                                |                                          |            |
| 演出                   |                                |                                          |            |
| 翻訳                   |                                |                                          |            |
| 効果                   |                                |                                          |            |
| 調整                   |                                |                                          |            |
| 制作                   | 制作                           | グロービジョン                           |            |
| 解説                   |                                |                                          |            |
| 初回放送               | 初回放送                       | 1982年5月7日 『金曜洋画劇場』 DVD&BD収録 |            |

## 作品解説
脚本家のジョー・ハイムスは中年男と10代の女子との恋愛の物語を、イーストウッドの主演を想定して書いた。しかし、イーストウッドはこの役に自身は若すぎると考えたため、12歳年上のウィリアム・ホールデンが演じることとなり、自身は監督することとなった。
イーストウッドは最初、自身の監督作『白い肌の異常な夜』に出演したジョー・アン・ハリスをブリージー役で考えていたが、オーディションの結果、『アメリカン・グラフィティ』に出演していたケイ・レンツを抜擢した。イースウッドの友人の証言によると、撮影を通じてイースウッドはレンツに夢中になっていったという。
レンツはこの作品で1974年のゴールデングローブ賞の新人賞にノミネートされた。

## 評価
レビュー・アグリゲーターのRotten Tomatoesでは8件のレビューで支持率は63%、平均点は7.30/10となった。Metacriticでは4件のレビューを基に加重平均値が68/100となった。